# Absolvição
Absolvição, num contexto litúrgico, é a declaração do perdão divino dos pecados confessados. Entre os protestantes, a absolvição é sempre declarada no momento do culto. Na tradição reformada, a absolvição pode ser também chamada declaração de perdão ou promessa da graça.